# Реннелл (острів)
Реннелл (англ. Rennell Island) — найпівденніший у групі Соломонових островів, належить однойменній державі. Площа - 660,1 км².  Населення - 2032 осіб  (2009). Найбільший в світі піднятий атол - розмір 15 на 86 км. Схильний до дії частих циклонів.
Є найбільшим кораловим островом і внесений да списоку Світової спадщини ЮНЕСКО. Об'єкт спадщини займає площу в 37 000 га на території південної третини цього острова, і також включає в себе прилеглу акваторію радіусом 3 морських милі. Головним природним об'єктом острова є озеро Тегано, яке є колишньою лагуною цього атола і вважається найбільшим внутрішнім водоймищем у всій Океанії, займаючи площу 15 500 га . У ньому міститься солонувата вода і безліч вапнякових скелястих острівців. У ньому мешкає кілька ендемічних видів. Переважна частина острова вкрита густими лісами, які утворюють суцільні зарості на висоті 20 метрів.
Один з найбільших орнітологічних центрів.